# میکولا زوینکو
میکولا زوینکو (اوکراینی: Гамаль, Сергей Николаевич؛ زادهٔ ۱۰ نوامبر ۱۹۷۲) بازیکن فوتبال اهل اوکراین است.
از باشگاه‌هایی که در آن بازی کرده‌است می‌توان به باشگاه فوتبال اسپارتاک ایوانو-فرانکیفسک و باشگاه فوتبال متالورگ زاپروژیا اشاره کرد.